# Solomon Burke
Pour les articles homonymes, voir Burke.
James Solomon Vincent McDonald Burke, connu sous le nom de Solomon Burke (né le 21 mars 1940 à Philadelphie, Pennsylvanie et mort le 10 octobre 2010 à Haarlemmermeer, Pays-Bas), est un chanteur de gospel, de rhythm and blues, de soul et de country américain. Surnommé King Solomon, The King of Rock ‘n’ Soul, Bishop of Soul et le Muhammad Ali of Soul, il est, avec Sam Cooke ou Ray Charles, un des pionniers de la musique soul. Sa chanson la plus célèbre est Everybody Needs Somebody to Love.

## Biographie

### Jeunesse et formation
Salomon Burke, est né au-dessus de l'église baptiste le Temple de Salomon de Philadelphie durant un office. Dès l'âge de neuf ans, il chante avec son père dans la chorale de l'église appartenant à la congrégation House of God for All People. À douze ans, il prêche déjà à la radio dans Solomon's Temple et tourne dans le circuit gospel sous le nom de The Wonder Boy Preacher.

### Carrière
La carrière musicale  Solomon Burke commence à ses 14 ans, en 1954, après avoir été repéré par un DJ de Philadelphie qui l'amène dans un studio d'enregistrement à New York où il enregistre son premier succès, Christmas Presents from Heaven en 1955. Puis, Salomon Burke enregistre des disques de gospel pour Apollo Records entre 1955 et 1958. Ahmet Ertegun l'engage chez Atlantic Records en 1961, Jerry Wexler devient son producteur,,. Le titre Just Out Of Reach, qui figure sur son premier album éponyme (1963), est son premier grand succès (7e des ventes R&B, 24e des ventes Pop). Burke signera 4 albums en autant d'années au service d'Atlantic. Avec le producteur de disques Bert Berns, il devient l'un des premiers chanteurs à être appelé artiste soul. Il sort une série de singles, dont Cry to me (1962), If You Need Me (1963), Goodbye Baby (1964), Got to Get You Get You Off My Mind, en mémoire de Sam Cooke) (1965), Everybody Needs Somebody to Love (1964),  Tonight’s the Night (1965)… Il se fait remarquer par son style mêlant des techniques vocales issues de la musique gospel, avec une récitatif crié et un timbre rauque. En 1964, un DJ le baptise « King of Rock n' Soul ».
Après avoir enregistré Soul Meeting avec Don Covay, Ben E. King, Arthur Conley et Joe Tex, il signe chez Bell pour qui il enregistre et produit en 1969 l'album Proud Mary aux studios de Muscle Shoals. Il migre ensuite chez MGM et sort une série de nouveaux albums, dont un hommage à Martin Luther King en 1974. Il revient à la religion dans les années 1980, gravant des titres de pur gospel et prêchant à l'église sous le nom de Bishop Burke.
2002 marque son retour avec l'enregistrement de Don't Give Up on Me (en), entouré de Van Morrison, Bob Dylan, Brian Wilson, Elvis Costello ou encore Tom Waits qui lui écrivent divers titres,,. Bien qu'il ne fréquente plus les hit-parades depuis longtemps, il continue sa carrière, oscillant entre gospel, soul et country, comme dans son dernier album Nashville.
Solomon Burke a été le premier à utiliser le mot soul pour la musique qu'il représentait. Gaillard à la voix puissante, bagues aux doigts et sceptre à la main, grand amateur de bourbon. Partagé entre sa carrière musicale et sa carrière ecclésiastique, il est aussi chef d'entreprises de pompes funèbres et de location de limousines. 
Ses chansons ont fait l'objet de nombreuses reprises par les groupes The Moody Blues, Blues Brothers, Wilson Pickett, Southside Johnny, Betty Harris, etc. Les Rolling Stones en ont enregistré pas moins de quatre (Everybody Needs Somebody, Cry to Me, You Can Make It If You Try et If You Need Me). 
Souffrant d'arthrite et d'obésité morbide, il chantait souvent assis lors de ses concerts. Il donne son dernier concert le 6 septembre 2010 dans le cadre du festival  Bumbershoot à Seattle.

### Vie privée
Il meurt le 10 octobre 2010 à l'aéroport d'Amsterdam-Schiphol, alors qu'il devait se produire deux jours plus tard au Paradiso à Amsterdam, sur invitation du groupe De Dijk,,,,,,,,,. 
Salomon Burke repose au cimetière Forest Lawn Memorial Park (Hollywood Hills) à Los Angeles.

## Prix et distinctions
- 2001 : cérémonie d'entrée au  Rock and Roll Hall of Fame[27].
- 2002 : lauréat du Grammy Award, catégorie "meilleur album de blues contemporain" pour son album Don't Give Up On Me[28].

## Discographie (sélective)
- Solomon Burke - 1962 (Kenwood)
- Solomon Burke's Greatest Hits - 1962 (Atlantic)
- If You Need Me - 1963 (Atlantic)
- Rock 'n' Soul - 1964 (Atlantic)
- The Best of Solomon Burke - 1965 (Atlantic)
- I Wish I Knew - 1968 (Atlantic)
- King Solomon - 1968 (Sequel)
- Proud Mary - 1969
- King Heavy - 1972
- Electronic Magnetism - 1972
- I Have a Dream - 1974
- Back to My Roots - 1975
- Music to Make Love By - 1975
- Sidewalks, Fences & Walls - 1979
- Lord We Need a Miracle - 1979
- Get up and Do Something - 1979
- King of Rock 'n' Soul - 1981
- Take Me, Shake Me [live] - 1983
- Soul Alive! - 1984
- A Change Is Gonna Come - 1986
- Love Trap - 1987
- Into My Life You Came - 1990
- This Is His - 1990
- Homeland - 1990
- Soul of the Blues - 1993
- Live at House of Blues - 1994
- Definition of Soul - 1997
- We Need a Miracle - 1998
- Not by Water But Fire This Time - 1999
- Soulman - 2002
- Don't Give Up On Me - 2002
- The Incredible Solomon Burke at His Best - 2002
- The Apollo Album - 2003
- None of Us Are Free - 2003 (Generic)
- Make Do With What You Got - 2005
- Nashville - 2006
- Like A Fire - 2008
- Hold on Tight - 2010 (avec De Dijk)

## Dans la culture populaire
On retrouve la chanson None of Us Are Free à la fin de l'épisode 6 de la saison 2 de Dr House intitulé La Course au mensonge (Spin). Cette même chanson est également jouée à la fin d'un épisode de la 7e et dernière saison de Cold Case : Affaires classées. La chanson Don't Give Up on Me est diffusée à plusieurs reprises dans la série Newport Beach (The O.C.). Wilson Pickett le cite en hommage dans sa version de la chanson Everybody Needs Somebody to Love. La chanson Fast Train de l'album Don't Give Up on Me est utilisée dans la série Sur écoute (The Wire).
Everybody Needs Somebody to Love est repris dans le film Blues Brothers de 1980 et Patrick Swayze et Jennifer Grey dans le film Dirty Dancing de 1987 font une chorégraphie sur Cry to Me.
En 2023, la chanson None Of Us Are Free de l'album Don't Give Up On Me est présente en ouverture de l'épisode « Violet » dans la série Kaléidoscope, diffusée sur Netflix.